# Ты кинула
«Ты кинула» (укр. «Ти кинула») — другий студійний альбом гурту Ляпис Трубецкой, який було випущено в кінці січня 1998 року. Це був перший альбом гурту, випущений на території Російської Федерації, а також перший їхній альбомом, випущений на CD.

## Список композицій
1. Ау — 3:54
2. Ранетое сердце (Абы чо) — 5:46
3. Ты кинула — 3:57
4. Пастушок — 4:38
5. Эта девочка — 4:30
6. Паренёк под следствием — 4:10
7. В платье белом — 4:58
8. Евпатория — 5:53
9. Метелица — 4:30
10. Облака — 4:58
11. Почему любовь уходит — 5:28

## Учасники

### Ляпіс Трубецкой
- Сергій Міхалок — вокал, акордеон
- Олександр Ролов (Логвін) — вокал, акустична гітара
- Руслан Владико — гітари
- Дмитро Свиридович — бас-гітара
- Павло Кузюкович — валторна
- Георгій Дриндін — труба
- Олексій Любавін — ударні, перкусія
- Павло Булатніков — не брав участі в запису альбому, але вже увійшов у колектив

### Також працювали
- Язнур — продюсування, зведення, мастеринг
- Андрій Пащенков — зведення

## Факти про альбом
- Більшість композицій даного альбому були написані в першій половині 90-тих років
- Частина пісень вже була видана в першому альбомі гурту «Ранетое сердце» 1996 року, який було видано лише на території Білорусі, але для альбому «Ты кинула» всі композиції були перезаписані знову.
- Початкова назва альбому «Ты кинула» — «Лечу в Москву».
- Існує дві версії альбому — «ліцензійна» (з 4-х сторінковим вкладишем) та «фірмова» (з 8-ми сторінковим буклетом, наклад було віддруковано у Швеції на заводі DCM). Випуск «спрощеного» варіанта почався у зв'язку із закінченням тиражування «дорогого» шведського (причина — фінансова криза в серпні 1998).
- Олександр Ролов покинув гурт влітку 1997, однак вже восени того ж року у «Ляписів» з'явився новий учасник — 25-річний Павло Булатніков, екс-вокаліст мінского дуета «Ліцей».
- Альбом добився величезної популярності у жителів СНД, а композиції «Ау», «В платье белом», «Ты кинула» та «Евпатория» перебували в активній ротації на радіостанціях.